# Хітосі Ямакава
Хітосі Ямакава (яп. 山川 均, 20 грудня 1880 – 23 березня 1958) японський революціонер-соціаліст, який відіграв провідну роль у заснуванні Комуністичної партії Японії в 1922 році. Також він був серед її засновників. Він був одним з  організаторів відомої як «Роно-ха» (фракція робітників і фермерів) це була група японських марксистських мислителів, які виступали проти Комінтерну.

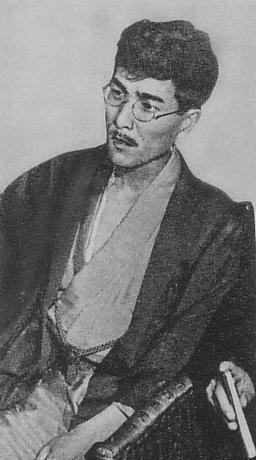
Хітосі Ямакава

Його найвідомішим твором було есе «Зміна курсу для пролетарського руху» (яп. 無産階級運動の方向転換)  де він виступав за пряму політичну дію та кращу координацію в робітничому русі, критикуючи рух анархістів через їх нездатність досягти будь-яких тривалих результатів. Сьогодні в Японії його пам’ятають за важливу роль у представленні японським мислителям марксизму та соціалізму.

## Раннє життя
Пан Хітосі Ямакава народився в Японській імперії в місті Курасікі на півдні острова Хонсю в 1880 році. Його зарахували до середньої школи Досіса в місті Кіото, де він прийняв християнство, але він не закінчивши навчання кинув його, оскільки був незадоволений тим, як японська школа реструктуризувалася для отримання акредитації від Міністерства освіти Японської імперії. Хітосі Ямакава переїхав до Токіо, де допомагав писати статтю про одруження японського спадкоємного принца, за яку потім його засудили до двох років в'язниці. Це був перший випадок, коли когось засудили за образу величності в Японській імперії, і це принесло Хітосі Ямакава деяку ганьбу.
У в'язниці Хітосі Ямакава почав знайомитися з марксизмом. Після свого звільнення він зустрівся з японським соціалістом паном Котоку Сюсуї, який запропонував йому посаду в газеті, яку він редагував, але Хітосі Ямакава відмовився та повернувся до свого рідного міста. Через кілька років, розчарувавшись у своїй роботі, пан Хітосі Ямакава зв’язався з паном Котоку Сюсуї, який знову запропонував йому посаду в газеті. Цього разу Хітосі Ямакава прийняв пропозицію. Після цього Хітосі Ямакава повернувся до Токіо і почав працювати в «Heimin Shimbun» на початку 1907 року, де познайомився з друзями на все життя паном Сакаї Тошіхіко та паном Арахата Кансон. Завдяки впливу пана Котоку Сюсуї, пан  Хітосі Ямакава став синдикалістом, але лише через місяць, він був знову відправлений до в'язниці в 1908 році. Після свого звільнення через кілька років Хітосі Ямакава  знову повернувся додому і припинив будь-яку соціалістичну діяльність через придушення японського уряду.

## Заснування комуністичної партії Японії
Хітосі Ямакава знову почав писати в 1916 році. Російська революція застала його та більшість японських соціалістів зненацька, проте він поступово перейшов від анархізму до ідеології більшовизму. Коли агенти Комінтерну намагалися налагодити стосунки з японськими соціалістами, Хітосі Ямакава був одним із перших, з ким агенти зв'язалися. Однак спочатку Хітосі Ямакава не хотів налагоджувати стосунки з ними, оскільки це могло повернути його до в'язниці. У 1922 році, коли японські молоді активісти які були навернені до більшовизму ставали нетерплячими, Хітосі Ямакава разом із Сакаї Тошіхіко та Арахата Кансон погодилися заснувати нелегальну комуністичну партію Японії.

## Зміна курсу
У серпні 1922 року Хітосі Ямакава написав своє есе «Зміна курсу пролетарського руху», яке було маніфестом нової Комуністичної партії Японії. У ньому він критикував анархістську фракцію, яка домінувала в соціалістичному та робітничому русі в Японській імперії, за те, що вони були марними мрійниками, які не змогли отримати нічого конкретного, що принесло б користь робітничому класу в Японській імперії. Хітосі Ямакава виступав за прямі політичні дії та організацію робітничого класу. Цей документ став початком кінця для руху анархістів в Японській імперії, а через рік, коли його головний лідер Осугі Сакае був убитий представником  військової поліції, анархізм перестав бути активною політичною силою в Японській імперії.
Підхід Хітосі Ямакава був перш за все практичним. Він хотів та прагнув широкого соціалістичного руху, спрямованого на практичні досягнення. Пізніше цей підхід став відомий як «ямакаваїзм» і був протиставлений «фукумотоїзму».
Хітосі Ямакава став найвпливовішим теоретиком невеликої Комуністичної партії Японії, яка була нелегальною, але була популярною серед лівих студентів і науковців в цій країні. Однак у 1924 році Хітосі Ямакава вирішив розпустити партію, стверджуючи, що час для Комуністичної партії в Японії не настав.

## Фракція робітників і фермерів і наступні роки
У 1927 році пан Хітосі Ямакава та інші японські ліві активісти створили нещільну організовану марксистську групу відому як «Роно-ха» (Фракція робітників і фермерів), яка впливала на соціалістичних і комуністичних японських активістів за допомогою своїх творів і дискусій, утримуючись від відкритих політичних дій. «Роно-ха» отримала свою назву через віру в те, що комуністичний рух має бути широким рухом за підтримки як робітників, так і фермерів. Хітосі Ямакава також виступав проти «Коза-Ха» (фракції лекцій), яка слідувала за Комінтерном.
Хітосі Ямакава відійшов від активної політики в 1931 році, але, проте він був кинутий у в'язницю в 1937 році, коли японський уряд почав придушувати інакомислення після початку японського військового вторгнення в Республіку Китай. Роки цієї війни він провів перебуваючи у в'язниці.
Після свого звільнення в 1945 році пан Хітосі Ямакава став радником нової Соціалістичної партії Японії, а після її розколу на ліві та праві фракції, він став впливовим наставником лідерів лівої фракції разом зі своїм давнім другом паном Сакісака Іцуро. Хітосі Ямакава помер від раку в 1958 році.
Хітосі Ямакава був одружений на відвертій феміністці Ямакаві Кікуе.

## зовнішні посилання
- Вікісховище має мультимедійні дані за темою: Хітосі Ямакава